# Ганс Ріхтер (художник)
Ганс Рі́хтер (нім. Hans Richter, 6 квітня 1888, Берлін — 1 лютого 1976, Локарно) — німецький художник, графік, кінорежисер-авангардист, продюсер та теоретик кіно.

## Біографія та творчість
Навчався в Берлінській академії мистецтв, потім у Веймарській академії. Був близький до експресіоністьської групи «Штурм». Перша персональна виставка відбулася у 1916 році в Мюнхені. У 1916–1918 роках входив до цюрихської групи дада. У 1922 році приїхав до Берліна. Зняв декілька фільмів, у яких намагався передати ритм і рух абстрактними засобами (Ритм-21, 1921, Ритм-23 1923 та ін.). Разом з художниками Вікінгом Еггелінгом, Вальтером Руттманом і Оскаром Фішінгером Ріхтер став зачинателем «авангардизму» в німецькому кіно. Теоретичні погляди Ганса Ріхтера викладені у двох брошурах, що вийшли у 1920 році в Берліні: «Статті з кінокритики» (нім. Filmkritische  Antsatze) та «Ігровий фільм. Передумови до вироблення драматургії кіно» (нім. Der Spiel-Film. Ansatze  zu  einer Dramaturgie des Film), у яких Ріхтер виступає за «кінематографічне кіно», що розуміється як виявлення й використання специфічних виразних засобів. У 1929 році вийшла його книга — «Супротивники кіно сьогодні, друзі кіно завтра» (нім. Film-Gegner von Heute, FilmFreunde von Morgen), у якій він поглибив свої погляди на кіно.
У 1940 році переїхав до США. Викладав кіномистецтво в Нью-Йорку, продовжував свої кіноексперименти.

## Обрана фільмографія
- 1921 — Ритм 21 / Rhythmus 21 (короткометражний)
- 1923 — Ритм 23 / Rhythmus 23 (короткометражний)
- 1925 — Ритм 25 / Rhythmus 25 (короткометражний)
- 1928 — Інфляція / Inflation (короткометражний)
- 1928 — Передполуденна примара / Vormittagsspuk (короткометражий)
- 1929 — Кожен день / Everyday (короткометражний)
- 1929 — Штурм Ла Сарраз / The Storming of La Sarraz
- 1947 — Сни, які можна купити за гроші / Dreams That Money Can Buy
- 1957 — 8x8: Шахова соната у 8-ми ходах / 8х8: A Chess Sonata in 8 Movements
- 1961 — Сфери дадаїзму / Dadascope (короткометражний)

## Нагороди
- 1947 — Міжнародний приз Венеційського кінофестивалю (фільм «Сни, які можна купити за гроші»)